# 密勒 (南达科他州)
密勒（英語：Miller）是美国南达科他州下属的一座城市，也是漢德縣的縣治。根据2010年美国人口普查，该市有人口1,489人。2011年估计该市人口约有1,485人，年增长率为0.27%。